# 希望之党 (2018年)
希望之党（日语：希望の党）是由部分不愿并入国民民主党的旧希望之党成员另组的极右民粹主义政党，与旧政党名相同。其后众议院于2021年10月14日解散，而该党最后一位国会议员中山成彬宣布退出政坛不再参选，因此希望之党宣告解散。

## 歷史
2017年9月，當時的民進黨曾提議與希望之黨合併。同年10月，希望之黨于第48届众议院选举慘敗。
2018年5月，原希望之黨與部分民進黨成員合併建立國民民主黨，部分成員另組新的希望之黨。
2019年6月5日，失去政黨條件，而降格為政治團體。之後部分黨員被立憲民主黨等其他政黨吸收。
2021年10月14日，政党解散。

## 政策
- 改變憲法
- 消費稅停止增加
- 退出核電

## 政黨狀態

### 所属国会議員
2021年2月1日至2021年10月14日
| 眾議院議員             |
| 中山成彬 比例九州、眾7 |

## 外部連結
- YouTube上的希望の党頻道